# Witold Cezariusz Kowalski

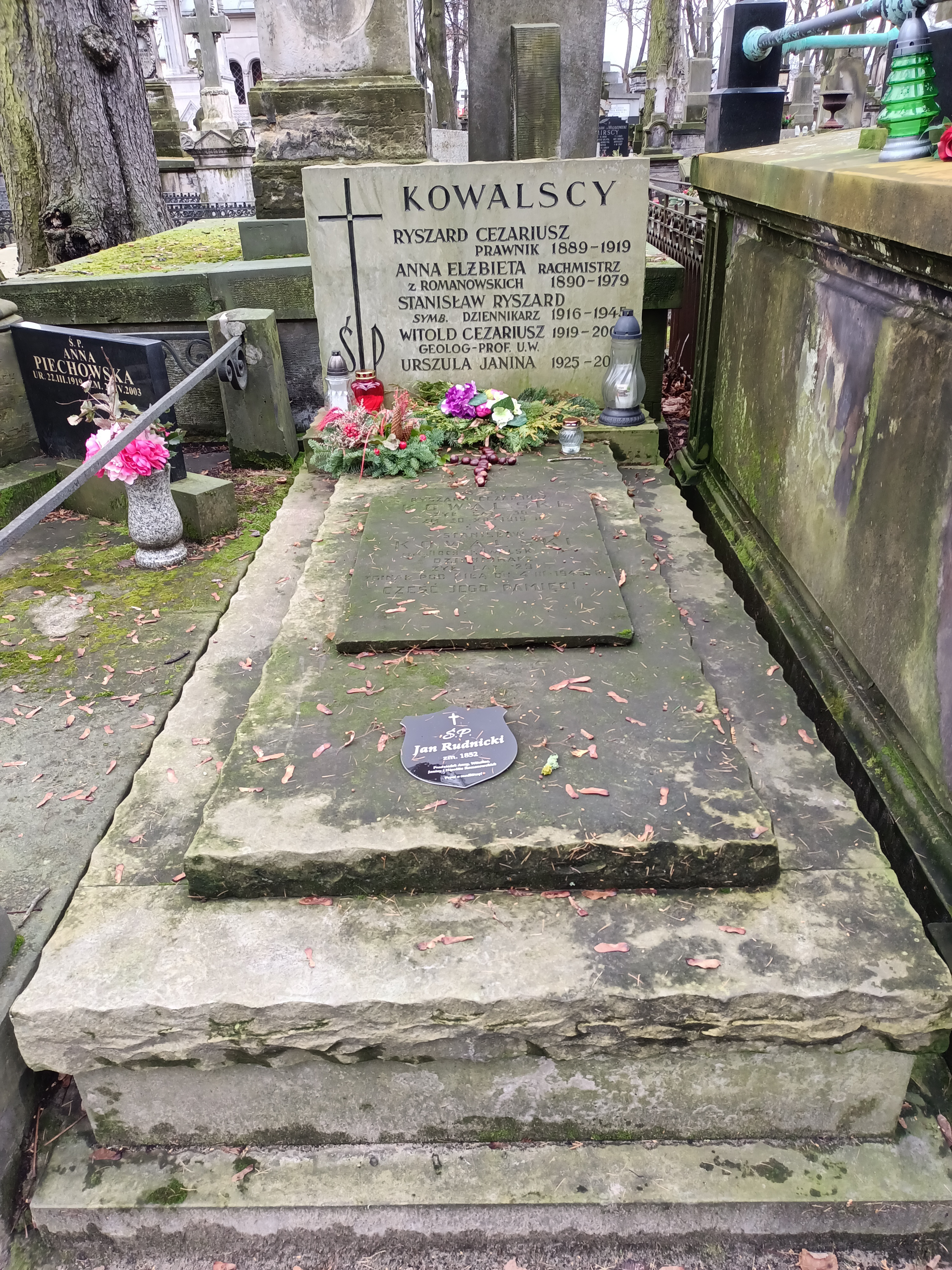
Grób Witolda Cezariusza Kowalskiego na Cmentarzu Powązkowskim

Witold Cezariusz Kowalski (ur. 15 września 1919 w Warszawie, zm. 1 stycznia 2004 tamże) – polski geolog, powstaniec warszawski pseudonim Hel. Profesor zwyczajny, prorektor Uniwersytetu Warszawskiego w latach 1968–69, dziekan wydziału geologii UW. Członek Polskiego Towarzystwa Geologicznego
Jest pochowany na cmentarzu Powązkowskim (kwatera 1-6-8).

## Kariera naukowa
- 1947 – absolwent Uniwersytetu Warszawskiego,
- 1957 – doktor nauk przyrodniczych,
- 1961 – doktor habilitowany,
- 1964 – profesor nadzwyczajny,
- 1973 – profesor zwyczajny.

## Nagrody i odznaczenia
- 16 nagród rektora Uniwersytetu Warszawskiego
- Nagroda Prezesa Centralnego Urzędu Geologicznego (1953)
- Nagrody resortowe 1956, 1967, 1977, 1978, 1979, 1983, 1985
- Krzyż Komandorski Orderu Odrodzenia Polski
- Krzyż Kawalerski Orderu Odrodzenia Polski
- Złoty Krzyż Zasługi
- Brązowy Krzyż Zasługi
- Warszawski Krzyż Powstańczy
- Medal 40-lecia Polski Ludowej
- Odznaka tytułu Zasłużony Nauczyciel PRL
- Złota Odznaka "Zasłużony dla Polskiej Geologii"
- Złota Odznaka Honorowa NOT
- Medal Geologicznej Służby Indii
- Medal Uniwersytetu Moskiewskiego